# Wahlkreis Bischofswerda
Der Wahlkreis Bischofswerda war ein Landtagswahlkreis zur Landtagswahl in Sachsen 1990, der ersten Landtagswahl nach der Wiedergründung des Landes Sachsen. Er hatte die Wahlkreisnummer 38. Für die Landtagswahlen 1994 und 1999 wurde die Wahlkreisstruktur verändert. Das Gebiet des Wahlkreises Bischofswerda wurde Teil der Wahlkreise Bautzen 1 (51), Westlausitz 1 (53) und Sächsische Schweiz 2 (50).
Der Wahlkreis umfasste alle 30 Gemeinden des Landkreises Bischofswerda: Bischofswerda, Bretnig, Bühlau, Burkau, Demitz-Thumitz, Frankenthal, Goldbach, Großdrebnitz, Großharthau, Großröhrsdorf, Kleinröhrsdorf, Lauterbach, Lichtenberg, Naundorf, Neukirch/Lausitz, Ohorn, Pohla, Pulsnitz, Putzkau, Rammenau, Ringenhain, Rothnaußlitz, Schmiedefeld, Schmölln/O.L., Schönbrunn/Lausitz, Seeligstadt, Steinigtwolmsdorf, Tröbigau, Uhyst am Taucher und Weifa.

## Ergebnisse
Die Landtagswahl 1990 fand am 14. Oktober 1990 statt und hatte folgendes Ergebnis für den Wahlkreis Bischofswerda:
| Direktkandidat | Partei (Kürzel) | Erststimmen (%) | Zweitstimmen (%) |
| -------------- | --------------- | --------------- | ---------------- |
| Ralph Kirsten  | DA              | 01,2            | 00,7             |
| Andreas Hahn   | CDU             | 52,2            | 58,2             |
|                | Chr. L          | -               | 00,6             |
|                | DBU             | -               | 00,8             |
| Rudi Kempus    | DSU             | 05,3            | 04,3             |
| Thomas Knoll   | F.D.P.          | 09,9            | 04,6             |
| Ingrid Tautz   | LL-PDS          | 08,9            | 08,6             |
|                | NPD             | -               | 00,8             |
| Reiner Lobst   | FORUM           | 04,9            | 03,6             |
|                | RAP             | -               | 00,1             |
|                | SHB             | -               | 00,1             |
| Gabriele Wirth | SPD             | 17,6            | 17,6             |

Es waren 48.206 Personen wahlberechtigt. Die Wahlbeteiligung lag bei 75,9 %. Von den abgegebenen Stimmen waren 3,4 % ungültig. Als Direktkandidat gewählt wurde Andreas Hahn (CDU). Er erreichte 52,2 % aller gültigen Erststimmen.